# Assassinat de Zoran Đinđić
L'assassinat de Zoran Đinđić, président du gouvernement de Serbie, a lieu le 12 mars 2003 à Belgrade, en Serbie. Đinđić a été abattu par un tireur d'élite alors qu'il sortait de son véhicule devant l'entrée arrière du siège du gouvernement serbe.

## Contexte
Đinđić avait déjà échappé à une tentative d'assassinat en février 2003, dans laquelle un camion conduit par Dejan Milenković (alias Bagzi), membre du clan Zemun, un groupe du crime organisé, a tenté de forcer la voiture du Premier ministre à quitter la route à Novi Beograd. Đinđić en est sorti indemne. Milenković a été arrêté, mais libéré après quelques jours seulement. Le tribunal d'instruction expliqua sa décision de libérer Milenković en déclarant qu'il était un vendeur dont les affaires souffraient de son absence.
Tout au long de sa carrière politique, Đinđić s'est fait de nombreux ennemis sur le territoire national, principalement en raison de son attitude pro-occidentale et de sa politique dure en matière de crime organisé. Đinđić a extradé Slobodan Milošević vers le TPIY en 2001.
L'assassinat a été organisé et planifié par Dušan Spasojević et Milorad Ulemek, également connu sous le nom de Legija. Ulemek était un ancien commandant du JSO (Jedinica za specijalne operacije, Unité d'opérations spéciales), fondé par les services secrets de Slobodan Milošević dans les années 1990, et utilisée sous la présidence de Milošević pour des opérations spéciales en Croatie, en Bosnie-Herzégovine et au Kosovo, ainsi que pour l'élimination des opposants politiques de Milošević.
C'est Ulemek qui a ordonné à Zvezdan Jovanović de procéder à l'assassinat. Ulemek était lié au puissant clan Zemun de la mafia serbe et avait récemment été condamné à 40 ans de prison pour d'autres infractions, notamment des meurtres et des tentatives de meurtre.
L'assassin, Zvezdan Jovanović, est né en 1965 dans un village situé près de la ville de Peć, en Yougoslavie. Jovanović était lieutenant-colonel au JSO et a déclaré avoir tué Đinđić parce qu'il le considérait comme un traître envers la Serbie.

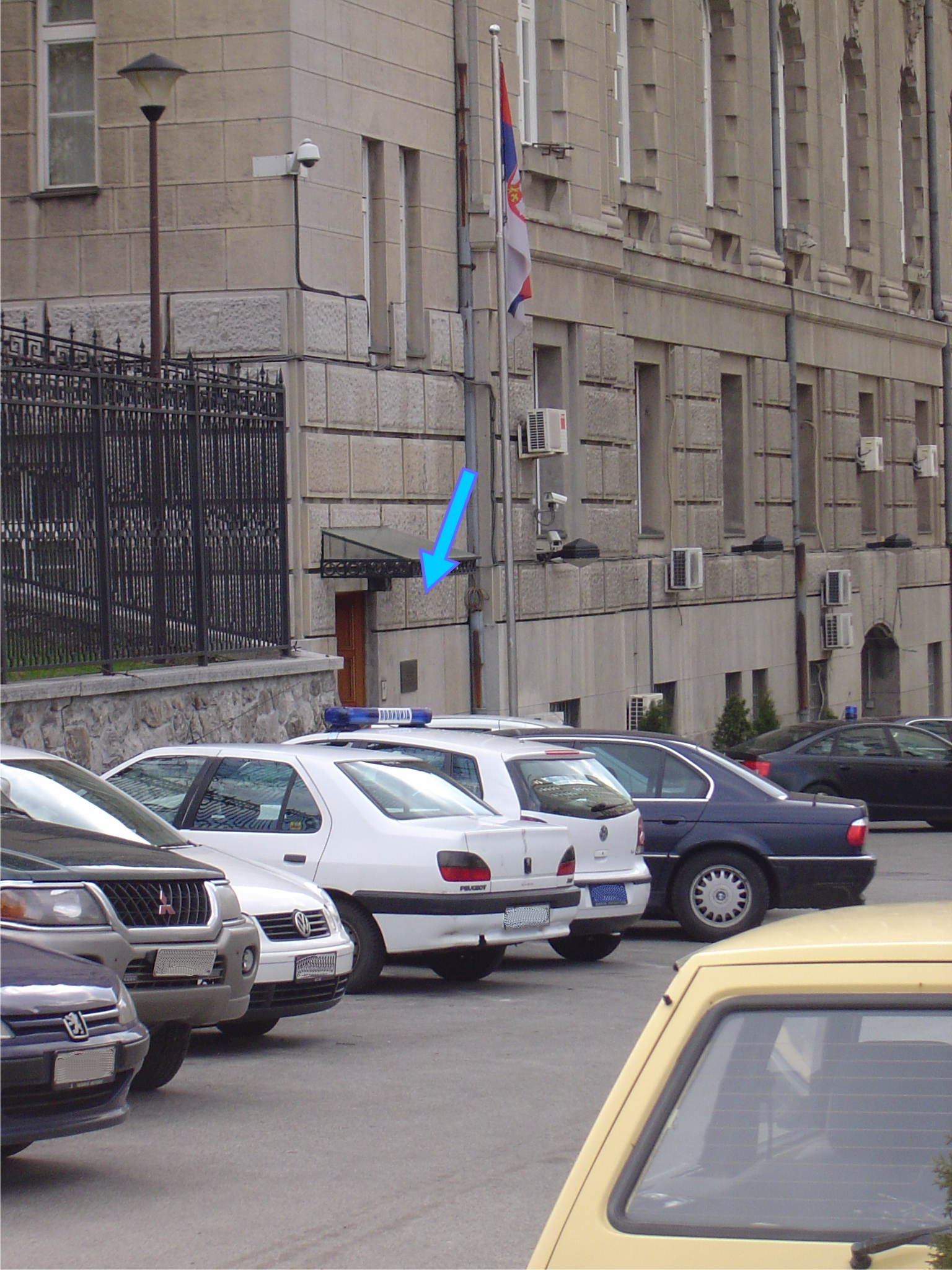
Entrée arrière du bâtiment du gouvernement serbe où Đinđić a été tué par balle.

## Déroulement

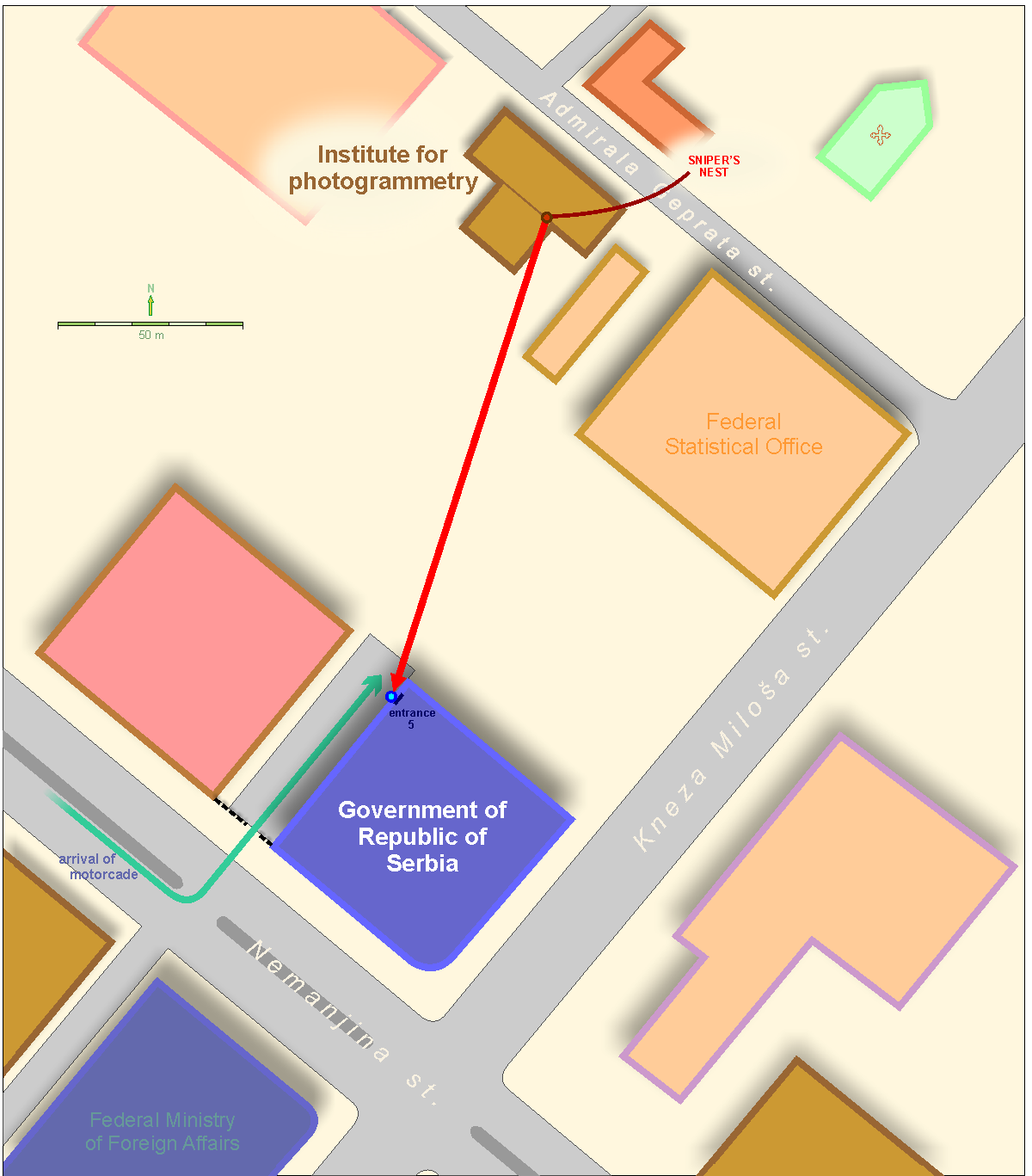
Position de Zoran Đinđić et du tireur d’élite au moment de l’assassinat.

À 12h25 (heure d'Europe centrale), Đinđić a été mortellement blessé par un coup de feu alors qu'il entrait dans le bâtiment du gouvernement serbe où il devait rencontrer la ministre suédoise des Affaires étrangères, Anna Lindh, et son collègue, Jan O. Karlsson. La balle très puissante avec laquelle il a été touché a traversé son cœur et l'a tué presque instantanément. Selon la déclaration officielle du gouvernement, Đinđić n'était pas conscient et n'avait pas de pouls à son arrivée aux urgences. Son garde du corps, Milan Veruović, a également été sérieusement blessé à l'estomac par un autre coup de feu.
Jovanović, qui était situé à la fenêtre d'un bâtiment situé à environ 180 mètres, a tué Đinđić avec un fusil Heckler & Koch G3 calibre 7,62 mm.

## Enquête et procès
Zvezdan Jovanović a été arrêté en mars 2003 et inculpé du meurtre de Đinđić. Il a gardé le silence pendant la plus grande partie de son procès, mais une fois qu'il aurait avoué le meurtre de Đinđić, il aurait déclaré dans un rapport de police qu'il ne ressentait aucun remords pour l'avoir tué,,.
Dušan Spasojević et son associé, Mile Luković, ont été tués par des policiers serbes lors d'un raid effectué le 27 mars 2003.
Aleksandar Simović, l'un des conspirateurs, a été arrêté à Belgrade le 23 novembre 2006.
Le procès, qui a duré plus de quatre ans, a été marqué par de fortes pressions politiques, des menaces à la vie pour les membres de la Chambre et des témoins coopératifs. En outre, plusieurs témoins ont été assassinés au cours du procès.
Le 23 mai 2007, le tribunal spécial de Belgrade pour le crime organisé a déclaré Simović et onze autres hommes — Milorad Ulemek, Zvezdan Jovanović, Dejan Milenković, Vladimir Milisavljević, Sretko Kalinić, Ninoslav Konstantinović, Milan Jurišić, Dušan Krsman Bezarević — coupable du meurtre prémédité de Zoran Đinđić,,.

## Théorie du complot
En septembre 2014, le journaliste Nikola Vrzić et Milan Veruović, garde du corps de Zoran Đinđić, également grièvement blessé mais ayant survécu, ont publié un livre intitulé The Third Bullet (en serbe Treći metak). Le nom du livre vient de l'affirmation selon laquelle un second tireur isolé aurait tiré sur Đinđić, contrairement à ce que dit la version officielle. Les auteurs affirment que l'acte d'accusation (et le verdict ultérieur du procès) ne reposent pas non plus sur des preuves physiques ni sur des témoignages oculaires, mais sur une expertise non durable et sur un réseau soigneusement constitué d'aveux et de témoignages de témoins coopératifs.
Afin de découvrir le contexte politique de l'assassinat, les auteurs ont analysé les activités politiques de Đinđić plusieurs mois avant sa mort, indiquant que celui-ci commençait à supposément lutter davantage pour ce que les nationalistes considéraient comme les intérêts nationaux de la Serbie.
Ce livre fut toutefois fortement critiqué suite à sa publication, accusé de tomber dans la logique de la campagne médiatique menée contre le Premier ministre lors de son mandat, par les organes de presse nationalistes lui étant opposés, eux-mêmes fortement liés au président fédéral Vojislav Koštunica. Le livre, basé sur aucune réelle affirmation, fut plus tard relégué au rang d'ouvrage complotiste.